# Jacaré
Jacaré és un barri de la Zona Nord del municipi de Rio de Janeiro. Limita amb els barris Manguinhos, Benfica, Rocha, Riachuelo, Sampaio, Engenho Novo, Cachambi i Jacarezinho.
El seu IDH, l'any 2000, era de 0,839, el 59 millor del municipi de Rio.

## Història
Comunitat de caràcter residencial i industrial, inclou la favela de Jacaré, on va néixer l'exfutbolista Romário.
El nom del barri ve de la paraula Yacaré ("el que és tort, sinuós"), al·lusió a la voltes del riu Jacaré, que neix en el morro do Elefante, i travessa la regió que ja va pertànyer a l'Engenho Novo dels jesuïtes.
Després de l'expulsió dels jesuïtes pel Marquès de Pombal, l'enginy sucrer va ser desmembrat en granges i propietats rurals. Propietaris com Paim Pamplona i Adriano Müller van urbanitzar Jacaré fent sorgir els carrers principals actuals - Dois de Maio i Lino Teixeira.
A partir de la dècada de 1920 el barri passa a ser efectivament urbanitzat i ocupat. En aquella època, es va iniciar la Favela de Jacarezinho, que es va expandir entre el riu Jacaré i la Fàbrica Cruzeiro (després General Electric - GE). El 1992, l'àrea de Jacarezinho va ser separada del barri del Jacaré, transformant-se en la regió administrativa de Jacarezinho.
En la dècada de 1960, el governador Carlos Lacerda va promoure la marxa de diverses indústries per al barri de Jacaré, creant el Complex Industrial del Jacaré, entre el riu Jacaré, els carrers Viúva Cláudio i Bráulio Cordeiro. També va obrir un passatge per sota de la Línia Auxiliar, connectant el barri a l'avinguda Dom Helder Càmera (antiga Suburbana), guanyant dels habitants el nom de "Buraco do Lacerda". El Complex ocupava prop de 15 carrers del barri amb indústries de calçats, bosses, farmacèutiques, vidres, robes, metal·lúrgiques, de cafè, entre d'altres. Amb la crisi econòmica de les últimes dècades del segle xx, la majoria de les seves indústries van fer fallida o van tenir les seves unitats reduïdes. Actualment hi ha un gran nombre de cobertes i edificis tancats, envoltats per comunitats de rendes baixes.
El principal accés és l'anomenada Linha Verde, integrada al túnel Noel Rosa i parcialment construïda en la dècada de 1970, via projectada els anys de 1960, connectant Jacaré amb Vila Isabel i Maria da Graça.
Jacaré és un barri oficial de la regió del Gran Méier, no obstant això existeix una favela del mateix nom a prop del Carrer Camboriú.

## Dades
El barri de Jacaré forma part de la regió administrativa de Méier. Els barris integrants de la regió administrativa són: Abolição, Água Santa, Cachambi, Encantado, Engenho de Dentro, Engenho Novo, Jacaré, Lins de Vasconcelos, Méier, Piedade, Pilares, Riachuelo, Rocha, Sampaio, São Francisco Xavier i Todos os Santos.